# Военно-космическа академия А. Ф. Можайски
Военно-космическата академия „А. Ф. Можайски“ (на руски: Военно-космическая академия имени А. Ф. Можайского) е висше военно училище в Русия, Санкт Петербург.
Подготвя офицери за Космическите войски от Въоръжените сили на Русия и други части на Министерството на отбраната на Русия. Наименувано е на контраадмирал Александър Можайски, пионер на авиацията.

## Състав
Академията се намира в Санкт Петербург и включва в състава си:
- Пушкински филиал на Военно-космическата академия, гр. Пушкин
- Военно-космически кадетски корпус „Петър Велики“, Санкт Петербург – средно военно училище

## Факултети
- Факултет „Конструкция на ракети-носители и космически апарати“ (1 факултет)
- Факултет „Системи за управление и изчислителна техника“ (2 факултет)
- Факултет „Радиоелектроника“ (3 факултет)
- Факултет „Инженерно-технически“ (4 факултет)
- Факултет „Събиране и обработка на информацията“ (5 факултет)
- Факултет „Автоматизирани системи за управление и свръзки“ (6 факултет)

## История
Академията е създадена като военно-инженерно училище, основано от Петър I на 16 януари 1712 г. в Москва под името „Дворянската артилерийска и инженерна школа“. През 1719 г. училището било преместено в Санкт-Петербург.